# Finlands sak är vår
Finlands sak är vår («Справа Фінляндії — наша [справа]») — назва шведського буклета, написаного журналістами Улофом Лагеркранцом і Карлом-Густавом Гіллебрандом. Він з'явився в грудні 1939 року, на початку Зимової війни. Тираж буклета становив 600 000 примірників, і він поширився по всій Швеції.
Фінляндський комітет прийняв назву буклета як девіз кампанії. Сам вислів сказав міністр закордонних справ Швеції Крістіан Гюнтер. Кампанія шукала добровольців для боротьби на боці Фінляндії проти радянського вторгнення, в результаті зголосилося 10 000 заявників, з яких 8000 були відправлені до Фінляндії. Крім того, кампанія надала економічну допомогу, допомогу одягом та медичним персоналом. Багато діячів шведської культури та журналістів взяли участь у цій кампанії. Кампанію фінансували великі шведські компанії, а також Шведська конфедерація профспілок.